# Paul Benedict Sarasin
Pour les articles homonymes, voir Sarasin.
Paul Benedict Sarasin est un naturaliste suisse, né le 11 décembre 1856 à Bâle et mort le 7 avril 1929 dans cette même ville.

## Biographie
Il effectue avec son cousin Fritz Sarasin une expédition scientifique à Célèbes en 1893 et en 1903, où ils découvrent de nombreuses espèces, ainsi que la culture préhistorique toalienne.
Il fonde de nombreuses réserves et parcs régionaux en Suisse. Il promeut la constitution d’objets préhistoriques.